# Parazumia tolteca
Parazumia tolteca är en stekelart som först beskrevs av Henri Saussure 1875.  Parazumia tolteca ingår i släktet Parazumia och familjen Eumenidae. Inga underarter finns listade i Catalogue of Life.